# Чемпионат мира по фигурному катанию
Чемпионат мира по фигурному катанию — ежегодное соревнование по фигурному катанию, организуемое Международным союзом конькобежцев (ISU). Это соревнование считается самым престижным среди всех турниров ISU, который также проводит такие ежегодные соревнования, как чемпионат Европы, чемпионат четырёх континентов и чемпионат мира среди юниоров.
На турнире спортсмены соревнуются за звание чемпиона мира в категориях: одиночное фигурное катание (среди мужчин и женщин), парное фигурное катание и спортивные танцы на льду. Как правило, соревнование проводится в марте.

## История
Первый чемпионат был проведён в 1896 году в Санкт-Петербурге по инициативе Вячеслава Срезневского. Изначально соревновались только мужчины в одиночной программе. Правил, регламентирующих участие женщин, не было, так что в 1902 году Медж Сайерс-Кейв соревновалась наравне с мужчинами и завоевала серебро. Многие, включая чемпиона Ульриха Сальхова, считали, что она заслуживает золотой медали. После этого женщинам было запрещено участвовать в мужской программе, и на чемпионате 1906 года в программе появилось женское одиночное катание.
Первые соревнования среди пар были проведены на чемпионате 1908 года. На чемпионате 1930 года впервые проводились соревнования в трёх дисциплинах в одном месте, этот же чемпионат стал первым, проведённым не в Европе. Соревнования в спортивных танцах впервые официально прошли в 1952 году.
Первоначально судьи приглашались хозяевами чемпионата и зачастую были из этой же страны. Это могло приводить к необъективности судейства. Так, на чемпионате 1927 года прошедшем в Норвегии трое из пяти судей были из этой страны, они дали первое место соотечественнице Соне Хени, а судьи из Австрии и Германии отдали первое место предыдущей чемпионке австрийке Херме Сабо. ИСУ ввёл правило, позволяющее иметь не более одного судьи от страны.
В 1960 году было лимитировано количество участников от одной страны — максимально три участника в одной дисциплине. В 1991 году была исключена обязательная программа.
С 1996 года введены возрастные ограничения для участников чемпионата мира. Для участия в текущем чемпионате на 1 июля предыдущего года они должны быть старше 15 лет. Шестибалльная система оценок была отменена в 2004 году. Начиная с 2005 года выступления фигуристов оценивались по новой системе судейства.
Из-за большого количества участников на чемпионатах, иногда соревнование включало квалификационный раунд для женского и мужского одиночных программ, помимо обычных короткой и произвольной программ. После чемпионата 2006 года в Калгари, конгресс ISU проголосовал за отмену квалификационного раунда. После короткой программы по 24 лучших одиночных участника и 20 лучших пар продолжают произвольную программу. В спортивных танцах также лучшие 20 пар после короткого танца продолжают состязание в произвольном танце.
С 2010 года участники должны в предыдущих соревнованиях в короткой и произвольной программах превзойти минимум TES:
| Дисциплина | Короткая программа | Произвольная программа |
| Мужчины    | 20                 | 35                     |
| Женщины    | 15                 | 25                     |
| Пары       | 17                 | 30                     |
| Танцы      | 17                 | 27                     |
| ---------- | ------------------ | ---------------------- |

## Система квалификации
Спортсмены участвуют в чемпионате по национальному принципу. Каждая национальная организация фигурного катания, входящая в ИСУ, по умолчанию имеет право выставить одного спортсмена в одиночных видах и команду — в парных. Некоторым странам позволено выставлять 2 или 3 участников в дисциплине, в зависимости от того, насколько успешным было выступление на предыдущем чемпионате.
Максимальное представительство от одной страны в одной дисциплине — три участника/пары. Право выдвигать на следующий чемпионат более одного участника/пары предоставляется в зависимости от заработанных фигуристами мест на текущем чемпионате:
| Количество одиночников/пар на текущем чемпионате | 3 одиночника/пары на следующем чемпионате  | 2 одиночника/пары на следующем чемпионате  |
| ------------------------------------------------ | ------------------------------------------ | ------------------------------------------ |
| 1                                                | Первое или второе место                    | Первые 10 мест                             |
| 2                                                | Сумма мест меньше или равна 13             | Сумма мест меньше или равна 28             |
| 3                                                | Сумма лучших двух мест меньше или равна 13 | Сумма лучших двух мест меньше или равна 28 |

При этом участники, которые отобрались в произвольную программу (произвольный танец), но заняли места ниже 16-го, получают 16 баллов, а не прошедшие в произвольную — 18 баллов (танцоры, не прошедшие в оригинальный танец, получают по 20 баллов).
Кто конкретно от каждой страны будет участвовать в чемпионате, определяется национальными регулирующими органами на основании результатов спортсменов в сезоне на внутренних или международных соревнованиях. Всем спортсменам, участвующим в турнире, должно исполниться 15 лет на 1 июля года, предшествующего году проведения чемпионата.
Однако с сезона 2010—2011 часть участников должны проходить квалификацию для получения допуска к исполнению короткой программы/танца. Сколько участников/пар, напрямую, от каждой страны попадет в соревнования, а сколько будут проходить квалификацию перед турниром, определяется по следующему принципу: в первый сегмент соревнований, напрямую, страны могут выставить столько участников, сколько их представителей находилось на первых 18 местах у одиночников, 12 местах в парах и 15 в танцах на предыдущем чемпионате. Если создается ситуация, когда все участники предыдущего чемпионата от страны вошли в первые 18 (12,15) мест, но по первому пункту отбора (см. таблицу) у страны есть право выставить меньшее число участников на текущий чемпионат, то свободное место отдается стране, спортсмен/пара которой занял на предыдущем чемпионате следующее по порядку место.
Остальные участники исполняют свои произвольные программы (танцы) в квалификационном сегменте, и из них первые 12 мест одиночников, 8 пар и 10 танцевальных дуэтов допускаются до основных соревнований.